# 闇龗神
闇龗神または闇淤加美神（くらおかみのかみ）は、日本神話に登場する水神である。
主に高龗神（たかおかみのかみ）や罔象女神（みづはのめのかみ）ともに、祈雨や止雨や灌漑の神として祀られている。

## 概要
闇龗神（闇淤加美神）は、古事記及び日本書紀において、伊奘諾尊（伊邪那岐命）が火之迦具土神を斬った時に、剣の刃から滴る血、鍔から滴る血、剣先から滴る血、剣の柄から滴る血から、それぞれ神が生まれ、そのうちの剣の柄に溜まった血が、指の間から漏れ流れて生まれた神。
『古事記』においては「闇淤加美（くらおかみ）」と表記され、『日本書紀』においては五段一書六に「闇龗（くらおかみ）」と表記されている。
さらに日本書紀の五段一書七に「一書曰、伊弉諾尊、拔劒斬軻遇突智、爲三段。其一段是爲雷神。一段是爲大山祇神。一段是爲高龗」とある様に、「高龗（たかおかみ）」という神が生まれたとある。
闇龗神と高龗神の二神は、同一の神、または対の神とし、その総称として淤加美神（龗神）とされている。
龗神の神裔には、日河比売とその子には深淵之水夜礼花神がいて、深淵之水夜礼花神は古事記によれば大国主の曽祖父にあたる神とされる 。

## 闇龗神と高龗神の二神は同一の神か対の神か
貴船神社の社記にて「呼び名は違っても同じ神なり」と伝わっている。
奈良県の丹生川上神社では、上社に祀る「高龗神」は山の峰に棲まれる龍神であり、 丹生川上神社に祀る「罔象女神」は水に関する一切を司る水利の神または雨師の神であり、下社に祀る「闇龗神」は谷底に棲まれる龍神としている。
さらに『本朝神社考』（林羅山）によれば、「高龗は龍神の類なり。貴布禰の明神も亦是（またこ）れなり」「高龗神は闇龗神と同じ、龍神の類なり。今雨を祈り雨を止める、多くはこの神を祭る」と同じ神であることが記されているという。
茨城県石岡市の龍神山には、ともに龍神で雨の神であるが、闇龗神を陽龍神（男龍）、高龗神を陰龍神（女龍）として、龗神（淤加美神）を二座に祀り分けるよう、それぞれの佐志能神社が鎮座していることから、二社一対の神社として伝わっている（龍神山信仰）。

## 「龗」の字について
「龗」の字は「靇」とも書き「龍」を意味する。

## 闇龗神（闇淤加美神）、高龗神（高淤加美神）の御霊験（闇御津羽神含む）
水の調節を自在に操り、豊葦原の瑞穂国の穀物を豊かに実らせる営みをなす神で、国土繁栄のもとをなしている。また古来よりかんばつの年に祈れば霊験があるとされていて、国土を潤し、草木の育成と、全ての生物の食糧を豊かに繁茂させる神である。よって古くから、農業、林業、水利業者などに信仰されてきた。

## 闇龗神（闇淤加美神）を祀る神社

### 北海道
- 七重浜海津見神社（北海道北斗市七重浜） - 高龗大神とともに祀られる
- 穴澗龍神社（北海道函館市） - 御祭神は穴澗闇龗神大神・大山祇󠄀大神・大綿津見大神・猿田彦大神

### 青森県
- 高龗神社（五所川原市長富竹崎） - 高龗神とともに闇龗神も祀られる
- 闇龗神社（五所川原市神山鶉野）
- 闇龗神社（五所川原市漆川浅井）
- 闇龗神社（北津軽郡鶴田町沖岡田） -  坂上田村麿将軍の建立と伝わる
- 闇龗神社（北津軽郡板柳町飯田村元）
- 闇龗神社（平川市石郷村元）
- 闇龗神社（つがる市稲垣町穂積桜田）
- 八甲田神社（青森市幸畑阿部野） - 祭神は伊邪那岐大神・伊邪那美大神・天照大御神・月夜見大神・南八甲田連峯大地主大神・大山祇大神・八甲田山大地主高龗大神・八甲田山大地主闇龗大神・大海津見大神・科津彦大神・科津姫大神・北畠顯信命・北畠守親命・三穗屋姫大神を祀っている[8]
- 八甲田神社下社（青森市茶屋町） - 祭神は大山祇󠄀大神・大綿津見大神・高龗大神・闇龗大神をお祀りしている

高龗神として祀っている神社
- 龗神社（八戸市内丸）
- 法量神社（十和田市法量山ノ下） - 祭神は高龗神を祀っている

### 宮城県
- 貴船神社（岩沼市小川上河原） - 闇龗神・大雷神が祀られる
- 貴船神社（宮城県黒川郡大衡村大瓜字宮沢）
- 貴船神社（宮城県栗原市金成有壁貴船前）

### 山形県
- 水上八幡神社（鶴岡市水沢字楯ノ下） - 闇龗神・事代主神・溝杭姫神・譽田別神・息長足姫神・叱賣神を祀る
- 貴舩神社（鶴岡市羽黒町松尾成沢向） - 高龗神・闇龗神・大山咋之神・宗像中津姫之神・言代主之神を祀る

### 福島県
- 貴船神社（南相馬市小高区仲町） - 祭神は高龗神と闇龗神をお祀りしている[9]
- 綿津見神社（相馬郡飯舘村草野宮内） - 闇於迦美神・五十猛神・大綿津見神・玉依姫神・鎌倉権五郎景政を祀る[10]
- 苕野神社（双葉郡浪江町請戸東迎）- 祭神は高龗神・闇龗神・五十猛神・大屋津姫神・抓津姫神
- 水雲神社（伊達市伏黒宮本） - 天御中主神・高龗神・闇龗神が祀られる

### 茨城県
- 高龗神社（笠間市土師） - 高龗神・闇龗神が祀られる[11]
- 龗神社（鹿島市宮中） - 高龗神・闇龗神が祀られる
- 龍神社（筑西市下郷谷） - 高龗神・闇龗神を祀る[12]
- 佐志能神社（石岡市村上） - 御祭神は日本武尊・闇龗神[13]
- 八龍神社（久慈郡大子町川山） - 御祭神は高龗神・闇龗神を祀る
- 八龍神社（久慈郡大子町上岡） - 御祭神は闇龗神を祀っている
- 八龍神社（鉾田市当間） - 高龗神・闇龗神が祀られている[14]
- 八龍神社（坂東市生子） - 御祭神は高闇龗命を祀っている。摂社に熊野社を祀る。境内には片倉七郎翁顕彰碑がある

高龗神として祀っている神社
- 貴布禰神社（結城市結城） - 御祭神は高龗神を祀る。康元年間に結城朝広公が創建
- 佐志能神社（石岡市染谷） - 御祭神は豊城入彦尊・高龗神

龗神として祀っている神社
- 青龍神社（神栖市筒井） - 御祭神は龗神を祀っている

### 栃木県
- 鷲宮神社（栃木市都賀町家中） - 主祭神は天日鷲翔矢命・大己貴命を祀っている。配神として闇淤加美神・息長帯媛命・豊受姫命・火産霊命を祀る
- 高龗神社（真岡市下籠谷） - 高龗神（主祭神）・闇龗神（配祀）が祀られる
- 八龍神社（那須郡那珂川町矢又） - 高龗神・闇龗神をお祀りしている
- 八龍神社（栃木市藤岡町藤岡） - 高龗神・闇龗神を祀る
- 高龗神社（宇都宮市鶴田町） - 高龗神（主祭神）・闇龗神・素戔嗚神が祀られる
- 闇龗神社（芳賀郡市貝町続谷） - 高龗神・闇龗神を主祭神として祀る

高龗神として祀っている神社
- 高龗神社（宇都宮市芦沼町） - 高龗神・軻遇突智命を祀る
- 高龗神社（日光市瀬尾） - 高龗神をお祀りしている

### 群馬県
- 榛名神社（高崎市榛名山町） - 主祭神として火産霊神と埴山姫神を祀る。水分神・高靇神・闇靇神・大山祇神・大物主神・木花開耶姫神を合祀。1400年以上の歴史ある神社で、境内には貴重な文化財や名勝・史跡・天然記念物が数多く点在している
- 御沼龗神社 - 水分神・高龗神・闇龗神が祀られる。榛名湖は榛名神社の「御手洗沼」として殺生禁断の地で、龗神の存在をみると共にその水で身近な田畑を潤して欲しいとの願いからここに祀られたとある。
- 赤城神社（前橋市富士見町赤城山） - 境内社にて祀られる

高龗神として祀っている神社
- 丹生神社（藤岡市浄法寺） - 高龗神・罔象女神を祀る

### 埼玉県
- 貴舩神社（大里郡寄居町用土） - 祭神は高龗神・闇龗神

### 千葉県
- 下立松原神社（南房総市白浜町）
- 貴船神社（東金市山田） - 闇龗神と玉依姫命が祀られる
- 銚港神社（銚子市馬場町） - 闇淤加美神（主祭神）・級津彦神・級津姫神・菅原道真公・火遇突智神をお祀りしている

### 神奈川県
- 深見神社（大和市深見） - 闇龗神・武甕槌神・建御名方神が祀られる
- 池上神社（横須賀市池上） - 祭神は天照皇大神・八幡大神・闇龗神・素戔嗚尊・猿田彦神

### 静岡県
- 賀久留神社（浜松市中央区神ケ谷町） - 闇御津羽神・闇淤加美神・気長帯比賣命・誉田別命・玉依比賣命が祀られる
- 諏訪神社（浜松市浜名区新原） - 建御名方命・新原大神・闇龗神・加具土大神・江間大神・素盞之男神・天照皇大神・金山比古神・大雷神・豊受姫神を祀っている。
- 貴船神社（浜松市中央区湖東町） - 御祭神は高龗神・闇龗神を祀る。

### 愛知県
- 貴船神明社（一宮市奥町字貴船） - 御祭神は貴船大神（高龗神と闇龗神の総称） 天照大神を祀っている。
- 貴船神社 (春日井市貴船町） - 御祭神は闇龗神・天照大神を祀る。

### 新潟県
- 石船神社（村上市岩船三日市） - 祭神は 饒速日命　岡象女命　高靇神　闇靇神。 創建は大化四年（六四八）磐舟柵がおかれたとき、石の小祠があり、大同二年（八〇七）北陸道観察使秋篠朝臣安人が京都の貴船神社を勧請し奉祀とある。
- 高龍神社（長岡市蓬平町） - 高龗神 闇龗神（高龍大神）と豊玉姫命が祀られる

### 富山県
- 雄神神社（砺波市庄川町） - 高龗神・闇龗神・瀬織津姫神を祀っている

### 石川県
- 貴船神社（河北郡津幡町七野） - 闇龗神・罔象女神が祀られる
- 貴舩神社（白山市若宮） - 弥都波能売神・闇游加美神を祀る

### 滋賀県
- 大瀧神社（犬上郡多賀町富之尾） - 高龗神・闇龗神が祀られる。本殿は寛永15年(1638年)徳川家光公により修復
- 滝壺神社（大津市仰木町） - 主祭神は闇龗大神
- 小椋神社（大津市仰木） - 田所神社ともいう。主祭神は闇淤加美神。他にも大宮神社（伊邪那美神）、若宮神社（稚日女神）・今宮神社（大穴持神）・新宮神社（少彦名神）を祀っている

### 京都府
- 貴船神社（京都市左京区鞍馬貴船町） - 奥宮の祭神
- 柊野貴船神社（京都府京都市北区上賀茂西後藤町） - 高龗神・闇龗神を祀る

### 大阪府
- 意賀美神社（岸和田市土生滝町） - 闇意賀美大神・市杵島姫命・八大竜王・牛頭天王・井滝岩神を祀っている。

### 兵庫県
- 洲本八幡神社（洲本市山手） - 祭神は誉田別尊。また神功皇后・比咩神・闇龗神を配祀している。境内には洲本ハ狸にして日本三名狸である柴右衛門大明神（芝居の神、商売繁昌）を祀る社がある
- 賀茂神社（淡路市生穂） - ご祭神は賀茂大神（賀茂別雷神・賀茂建角身神） 春日大神（武甕槌神・経津主神・天児屋根神・比売神） 貴船大神（高龗神・闇龗神） 白鬚大神（猿田彦神）。

高龗神として祀っている神社
- 雨祈神社（宍粟市山崎町千本屋） - 祭神は高龗神・火産靈神・奥津比古命・奥津比賣命・武速須佐之男命。境内に貴船稲荷大明神を祀る

### 奈良県
- 丹生川上神社下社（吉野郡下市町長谷） - 御祭神は闇龗神をお祀りする。

高龗神として祀っている神社
- 丹生川上神社上社（吉野郡川上村迫） - 御祭神は高龗神をお祀りする。相殿神として大山祇神・大雷神を祀り、御末社にて大山祇神（山之神社）・弥津波能売神（水神社）・大国主神 事代主神（恵比須社）・火武須毘神（愛宕社）・天渟中原瀛眞人命（川上社）を祀る

### 和歌山県
- 王子神社（紀の川市東野） - 御祭神は天忍穂耳命・天照皇大神・市杵島姫命を祀る。配祀神として誉田別命・皇大神・久須毘神・金日命・淤加見神・武甕槌命・大物主命・三筒尾神・闇淤賀美神を祀っている。
- 岸本神社（紀の川市粉河） - 御祭神は天忍穂耳命・丹生津比売命・闇淤加美神・市杵島姫命を祀る。
- 芳養八幡神社（田辺市中芳養） - 御祭神は誉田別尊・息長足姫命・玉依姫命・海津命。配祀神は高靇神・闇靇神・水波能女命・素盞鳴命・宇賀魂命・大日霊女貴命・武内宿弥命・八島士奴美命・速秋津姫命・伊吹戸主命・瀬織津姫命・火産霊命・大物主命・市杵島姫命・速佐須良姫命を祀っている。

### 岡山県
- 貴布禰神社（津山市桑上） - 高龗神・闇龗神を主祭神とし8柱の神々を祀る。境内の奥御前神社(狼様)が有名
- 八幡神社（倉敷市上東） - 品陀和氣命・宇遲和紀郎命・衝立船戸神・道反大神・高龗大神・闇龗大神を祀る
- 長尾神社（倉敷市玉島長尾）
- 七神社（倉敷市玉島黒崎） - 大己貴命・菅原神・高龗神・素盞嗚尊・闇龗神・建御名方命・事代主命・土祖命を祀る
- 黒丸神社（井原市芳井町吉井） - 祭神は闇淤加美神・闇御津羽神。隣には天満宮が連なり、菅原道真公をお祀りする
- 木野山神社奥宮（高梁市津川町今津） - 末社にて、高龗神・闇龗神を「狼さま」として祀られる
- 立河神社（岡山市東区草ケ部） - 高龗神・闇龗神・罔象女神を祀っている
- 豊國神社（美作市北山） - 高淤迦美神・闇淤迦美神・水分神を祀る。参勤交代の各大名が道中安全を祈願した神社
- 八幡神社（勝田郡勝央町豊久田） - 譽田別命・高龗神・闇龗神を祀る

高龗神として祀っている神社
- 稲荷神社（岡山市東区水門） - 高龗神・倉稲魂命・瓊々杵命が祀られている
- 高龗神社（笠岡市笠岡） - 高龗神などがお祀りされている
- 旭神社（美作市鯰） - 八幡大神・天照大神・大國主命・高オカミ命・大山咋命がお祀りされている
- 梶並神社（岡山県美作市梶並） - 高龗神（主神）・経津主神・武甕槌神・誉田別命・息長帯比売命などを祀る
- 大佐々神社（津山市大篠） - 月讀命・高龗神・大己貴命・伊邪那岐神など9柱の神々をお祀りしている
- 高龗神社（美作市尾谷） - 高龗神がお祀りされている
- 貴船神社（瀬戸内市邑久町山田庄） - 高龗神(伊邪那岐神の御子神)として祀る。隠れたる花の名所としても知られる
- 阿口神社（真庭市阿口） - 高龗神・金山彦命・譽田別命・軻遇突智命・稻倉魂神を祀る。神社の通称名は「龍王様」
- 貴布祢神社（小田郡矢掛町江良） - 雷神・大山祇神・高龗神をお祀りしている
- 大元八幡神社（高梁市成羽町成羽） - 合祀
- 東豊野神社（加賀郡吉備中央町豊野）
- 八幡神社（真庭市鹿田）

### 島根県
- 高龗神社（雲南市三刀屋町乙加宮） - 高龗神・闇龗神が祀られる

### 広島県
- 臼山八幡神社（広島市佐伯区五日市町大字石内） - 祭神は帯仲津碑彦命・息長帯姫命・品陀和気命。相殿にて伊弉諾命・伊弉册命・素盞嗚命・櫛稲田姫命・闇龗神・大年神を祀る
- 湯之山明神社（広島市佐伯区湯来町大字和田） - 祭神は少彦名命・大己貴命・闇龗命・闇罔象命・闇山祇命。境内には文化財の広島県史跡湯ノ山旧湯治場があり、湯之山明神社の本殿と拝殿は広島藩主浅野吉長公が寛延三年（1750年）に再建または新しく創建したもの
- 貴布祢神社（呉市豊浜町大字豊島） - 祭神は闇龗神・市杵島姫命をお祀りしている

高龗神として祀っている神社
- 高靇神社（福山市新市町藤尾） - 靇神社（八大龍王宮）。祈雨大神。祭神は高龗神。相殿神は高魂命・月夜見命・猿田彦命・松浦明神を祀る[15] [16]。

### 山口県
- 古熊神社（山口市古熊） - 主祭神は菅原道真。境内社にて藤森稲荷神社（倉稲魂神・事代主神・住吉神）、三森神社（大歳神・高龗神・闇龗神・柿本神）、金刀比羅神社（大歳神・大山祇神）、水神さま（罔象女神）、眼力さま（眼力神）を祀っている
- 貴布祢神社（周南市粭島） - 高龗神・闇龗神が祀られる
- 貴布禰恵比須神社（長門市油谷後畑字小迫） - 高龗神・闇龗神・罔象女神・事代主神が祀られる

高龗神として祀っている神社
- 石城神社（光市大字塩田） - 大山祇神・雷神・高龗神を祀る

### 徳島県
- 貴布禰神社（阿波市阿波町井出口） - 闇淤加美神・闇御津波神・国常立尊・天御中主尊・伊弉諾尊・伊弉冉尊を祀る
- 宮川神社（阿波市土成町） - 祭神は素盞嗚命・稲田姫命を祀る。相殿にて伊弉諾命・伊弉冉尊・天照大御神・高龗神・闇龗神・大山祇命・倉稲魂命・保食神・野槌命・草野姫命・金山彦命・埴安姫命を祀っている。[17]

### 香川県
- 伊勢朝日山本宮（香川県三豊市高瀬町下麻） - 主神は天照坐皇大御神・神武参剣大王太志命比古乃命御剣乃大神を祀り、龍王祠にて高龗神・闇龗神・天久比奢持神・國久比奢持神・天水分神・國水分神・闇水波女神・大山祇神を祀る。さらには聖徳太子、弘法大師、智証大師、厄除けの大神等、天之八衢大神を奉っている。朝日山は「アセビ山」と呼ばれ、神遊ぶ処の霊山として崇め奉られてきたという。
- 雨之宮神社（三豊市財田町財田中） - 御祭神は高龗神・闇龗神・天水分神を祀っている[18]。
- 雨之宮神社（観音寺市大野原町丸井） - 祭神は天照皇大神・高龗神・闇龗神。大物主神・大山祇命・魂之祖命・天目一乃命・猿田彦命・応神天皇を合祀している[19]。
- 尾瀬神社（仲多度郡まんのう町七箇） - 祭神は水波能売命・高龗神・闇龗神・埴山比売命・火産霊命・久久能智命・金山比古命の七柱を祀っている[20]。
- 雲気神社（善通寺市弘田町） - 祭神は豊受大神・大龍神・大雷神を祀るが、高龗神・闇龗神や天御中主神なども祀る[21]

### 愛媛県
- 鹿島神社（松山市北条辻） - 祭神は武甕槌命・経津主神・事代主神。境内龍神社に高龗神・闇龗神・塞戸島を祀る
- 葱尾神社（四国中央市川滝町下山） - 主祭神は天児屋根命・高龗神・闇龗神・天太玉命・山家公頼神霊。
- 貴布禰神社（今治市菊間町種） - 天之御中主神・高龗神・闇龗神・水波能女神を主祭神として祀る。

### 高知県
- 七ツ淵神社（高知市七ツ淵 ） -  祭神は市杵島比賣命・闇龗神をお祀りしている
- 荒倉神社（高知市春野町弘岡中） - 御祭神は天闇龗大神。合殿神社二社にて春日大社系（天児屋根命・武甕槌神・経津主神）と諏訪大社系（建御名方神）をお祀りしている。
- 闇龗神社（土佐市谷地） - 闇靇神を祀っている
- 闇龗神社（吾川郡仁淀川町大蕨）

高龗神として祀っている神社
- 貴船神社（香美市土佐山田町楠目） - 高龗神を祀る[22]
- 貴船神社（四万十市下田） -  高龗神・別雷神が祀られる
- 若宮八幡宮（高知市長浜） -  相殿にて祀られている
- 三嶋神社（高岡郡梼原町川西路） - 祭神は大山祗命・雷神・高龗神。津野郷の開祖津野経高が三島大明神を勧請したのが神社のはじまりといわれている。また千年以上の歴史をもつ津野山神楽が舞い継がれている

### 福岡県
- 光岡八幡宮（宗像市光岡） - 神功皇后・誉田天皇・武内大臣・闇龗神・市杵島姫命・素盞嗚尊を祀る[23]
- 劔神社（直方市下新入） - 伊弉諾命・日本武尊・石折神・根折神・石筒之男神・闇御津羽神・闇於加美神など11柱祀る
- 剣神社（鞍手郡鞍手町） - 素盞嗚命・宮簀姫命・日本武尊・応神天皇・高龗神・闇龗神・宗像三女神を祀る。元禄八年に黒田綱政公により社殿改築[24]
- 六嶽神社（鞍手郡鞍手町室木） - 田心姫之神・湍津姫之神・市杵島姫之神を祀る。境内社の貴船社にて祀られる
- 貴船神社（鞍手郡鞍手町上木月） - 高龗神・闇龗神を祀っている
- 貴船神社（鞍手郡小竹町勝野） - 祭神は高龗神・闇龗神・素盞嗚尊・稲田姫命・脚摩乳命・手摩乳命・事代主神[25]
- 八所神社（宮若市） - 境内社にて祀られる
- 岡見神社（宮若市平） - 高丘見神・闇丘見神・伊弉諾命・伊弉冊命・大己貴命を祀る[26]
- 貴船神社（築上郡築上町上深野） - 闇御津羽神・闇龗神・高龗神を祀る[27]。国指定名勝である旧藏内邸のそば
- 貴船神社（築上郡上毛町宇野） - 高龗神・闇龗神・素戔嗚尊を祀る
- 浅木神社（遠賀郡遠賀町浅木） - 主祭神は日本武尊　応神天皇　素盞嗚尊。境内社にて天満神社（菅原道真）・稲荷神社（稲倉魂神）・萩尾神社（彦火々出見命）・恵比須神社（事代主命）・貴舩神社（高龗神・闇龗神）を祀る。飛鳥時代、斉明天皇の御世より鎮祭し奉ると伝えられている古社。日本武尊の伝承、大内家の尊崇、福岡藩主黒田光之公といった代々国主の御社参などが今に伝わっている[28]
- 貴船神社（遠賀郡遠賀町） - 高龗神・闇龗神を祀る
- 貴舩神社（遠賀郡岡垣町大字戸切） - 藤神社。伊弉諾尊・伊弉冊尊・高龗神・闇龗神を祀る
- 龍王神社（遠賀郡岡垣町戸切龍王） - 豊玉姫命・彌都波逎女神・高龗神・闇龗神・軻遇突智神・大山祇神を祀る
- 氏森神社（遠賀郡岡垣町山田） -  祭神は木花開耶姫命・高皇産霊命・神皇産霊命を祀る。境内社に宇賀之魂命・高龗神・闇龗神を祀る[29]。元禄8年黒田光之公の寄附があり、明治5年村社に列せられたとある。
- 大国主神社（遠賀郡岡垣町） -  大国主命・須佐之男命・室大神を祀る。 境内社貴船神社にて祀られる[30]
- 大年神社（遠賀郡岡垣町大字波津） - 大年大神・須佐之男命・海童神を祀る。境内社恵美須神社にて事代主神・高龗神・闇龗神を祀り、境内社大旗神社では國常立尊を祀っている
- 大原神社（遠賀郡岡垣町大字原） - 國常立命・武甕槌命・經津主命・武速須佐男神・市杵島姫命を祀る。境内社恵美須神社に事代主神・高龗神・暗龗神を祀る。慶長17年に黒田筑前守長政が建立

### 佐賀県
- 松原河童社（境内社。佐賀市松原） - 水分神・弥都波能売神・闇淤加美神の水神三柱を祀る。

### 長崎県
- 闇龗神社（壱岐市石田町久喜触） - 闇龗神・闇罔象神・闇山祇神を祀る

### 熊本県
- 六嘉神社（上益城郡嘉島町下六嘉） - 主祭神は健磐龍命・阿蘇都姫命・国龍大神・比咩御子神・彦御子神・若比咩神・新彦神・新比咩神・若彦神・弥比咩神・国造速瓶玉命・神渟名川耳神。配祀神として高龗神・闇龗神の他十柱が祀られている[31]

### 大分県
- 貴船神社（宇佐市上田） - 高龗神・闇龗神・水波能咩命が祀られる

### 宮崎県
- 祇園神社（西臼杵郡五ヶ瀬町鞍岡） - 主祭神は曽男神（素戔嗚大神）とし他10柱を合祀する。摂社の古我牟礼神社にて闇龗神を「冠八面大明神」として祀っている。祇園神社由緒碑文に「五十五代文徳天皇の天安元年曽男神に正五位並びに冠八面大明神（闇龗神）に正五位下の神階奉授の古い神社（文徳実録巻九より）」とある

### 鹿児島県
- 天乞神社（薩摩川内市永利町） - 天水分神・国水分神・天久比奢母知神・国久比奢母知神・高龗神・闇龗神を祀る